# Днепр (гостиница, Киев)
«Днепр» (укр. «Дніпро») — четырёхзвездочный отель в центре Киева. Построенный в 1964 году в начале Крещатика, на Европейской площади, недалеко от государственных учреждений, стадиона «Динамо», Национальной филармонии и живописного Крещатого парка. Отель имеет 186 номеров на 288 мест. Интерьер и дизайн ресторана в гостинице «Днепр» выполнен архитектором Ирмой Каракис.
В 2020 году Фонд Государственного Имущества Украины организовал аукцион, в котором государственная гостиница была продана частной компании за 1,111 млрд грн, при этом стартовая цена составляла 80,9 млн грн.